# Roundcube
Roundcube — клиент для работы с электронной почтой с веб-интерфейсом, написанный на PHP с использованием JavaScript, CSS, HTML и технологии AJAX. Устанавливается практически на любой сервер с поддержкой PHP версии 7.3.0 или выше, в качестве базы данных может использовать MySQL, PostgreSQL, SQLite, MSSQL или Oracle Database, предоставляет возможность работы с почтовыми ящиками по протоколам IMAP и SMTP.
Проект был основан 18 мая 2005 года, возможности первых версий были небольшими. По мере развития приложение стало более мощным, в настоящее время оно сравнимо по функциональным возможностям с настольными почтовыми клиентами, такими как Outlook Express или Mozilla Thunderbird: в современных версиях поддерживается многоязычность, обеспечена полная поддержка MIME- и HTML-сообщений, вложений, реализована собственная адресная книга и система подсказки имени адресата при вводе, поддерживаются персональные папки сообщений, встроена проверка правописания. Поддерживает внешние SMTP-серверы. Реализовано кэширование для ускорения доступа к письмам. Внешний вид программы изменяется при помощи персонализируемых скинов.
Доступен на более чем тридцати языках мира, в число которых входят английский, немецкий, японский, русский, чешский, финский, французский, испанский.
Выпускается под лицензией GPL и является свободным программным обеспечением.
Используется в качестве компонента веб-почты в некоторых комплексных почтовых пакетах и платформах групповой работы — Kolab Groupware, iRedMail, Mail-in-a-Box, ownCloud, Mailu.